# Pteraster alveolatus
Pteraster alveolatus är en sjöstjärneart som beskrevs av Perrier 1894. Pteraster alveolatus ingår i släktet Pteraster och familjen knubbsjöstjärnor. Inga underarter finns listade i Catalogue of Life.